# Zählwerk

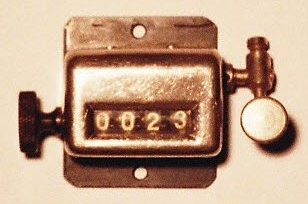
Ein von Hand betätigtes Zählwerk mit Betätigungshebel und Rückstellschraube (Zählerstand: 23)

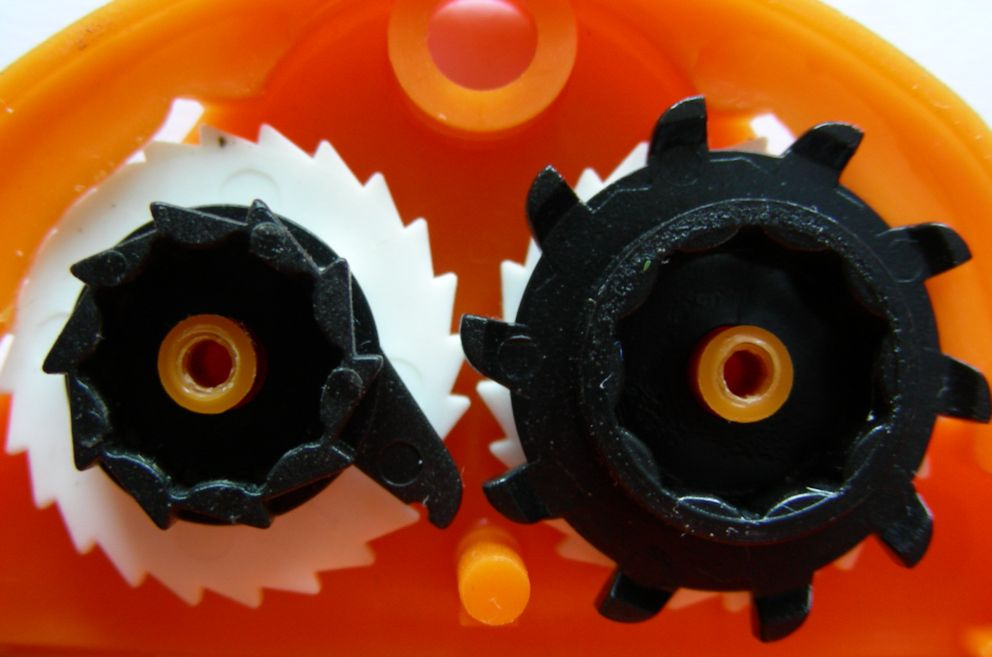
Mechanischer Einer-Zehner-Übertrag: Der schwarze Mitnehmer am linken Zahnrad bewegt bei jeder Umdrehung im Uhrzeigersinn das rechte Zahnrad um einen Schritt weiter

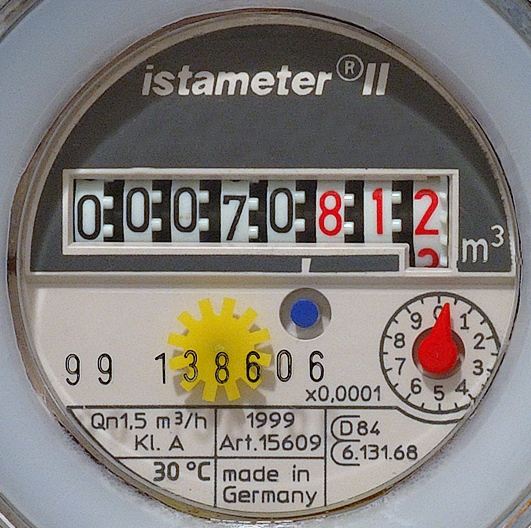
Ein Wasserzähler mit acht Ziffernrollen (schrittweise weiterdrehend), einem Zeiger (stufenlos weiterdrehend) und einem unbeschrifteten Indikator, der anzeigt, ob eine Ansprechschwelle überwunden ist

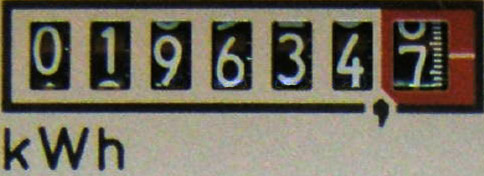
Anzeige des elektromechanischen Zählwerks eines Energiezählers mit einer Nachkommastelle; die niederwertigste Ziffernrolle arbeitet ungestuft und gestattet die Ablesung einer weiteren zehntel Nachkommastelle auf einer Skala

Ein Zählwerk ist eine Vorrichtung zum Erfassen (und meistens auch Anzeigen) von Anzahlen und Mengen. Es existieren die beiden Grundtypen:
- Impuls- oder Ereigniszählwerk: zählt Einzelereignisse wie z. B. mechanische Stoß-Bewegungen (Handzähler) oder elektrische Impulse.
- Mengen- oder Stückzählwerk: zählt kontinuierlich veränderliche Größen wie die gefahrene Strecke eines Fahrzeuges (angezeigt als Kilometerstand).

## Zählkapazität
Die Zählkapazität, also die Gesamtzahl c der möglichen Anzeigewerte, ist bei allen Zählwerkstypen gegeben durch die Anzahl {\displaystyle n} der kaskadierten Zählstufen und die Anzahl der Ziffern {\displaystyle d} je Zählstufe:
{\displaystyle c=d^{n}}
Weiterzählen nach Erreichen des Zählerhöchststandes führt im einfachsten Fall dazu, dass die Anzeige wieder bei Null beginnt (Überlauf). Das Zählwerk kann jedoch z. B. auch so eingerichtet sein, dass die Anzeige dann beim Höchststand stehen bleibt.

## Bauformen

### Mechanische Zählwerke
Die ältesten Zählwerktypen arbeiten mechanisch. Ein Rollenzählwerk, früher auch Totalisator genannt, besteht aus mehreren Rollen auf einer Achse. Die erste Rolle wird über einen Mechanismus um einen definierten Winkel, üblicherweise 1/10 Umdrehung, weitergedreht und rastet in der nächsten Stellung ein. Jede Rolle verfügt hierbei über einen einzigen Zahn, über den am Ende einer vollen Umdrehung die nächste Rolle um 1/10 Umdrehung weitergedreht wird. Auf den Rollen sind die Ziffern von 0 bis 9 aufgetragen; der Übertrag findet in diesem Fall zwischen den Ziffern 9 und 0 statt. Die Stellung sämtlicher Rollen wird hierdurch direkt als Dezimalzahl ablesbar.
Bei Mengenzählwerken wird das Zählwerk nicht um jeweils einen definierten Winkel, sondern stufenlos über ein Getriebe angetrieben. Wenn mehr Stellen angezeigt werden sollen, als zum geschäftlichen Verkehr erforderlich sind (beispielsweise nur zu Eichzwecken erforderliche Stellen), können diese statt auf einer Ziffernrolle auch an einer Skale angezeigt werden. Bei aufsummierender Erfassung (beispielsweise Volumenmessung aus einem Durchfluss) dreht sich die niederwertigste Stelle häufig kontinuierlich.

### Elektromechanische Zählwerke
Elektromechanische Zählwerke sind mechanische Zählwerke mit einem elektrischen Antrieb. Bei Erfassung von Einzelereignissen aktiviert ein elektrischer Impuls einen Elektromagneten oder Elektromotor, der die niederwertigste Ziffernrolle weiterdreht. Bei aufsummierender Erfassung (beispielsweise Energiemessung aus einer Wirkleistung) wird kontinuierlich erfasst.

### Elektronische Zählwerke
Elektronische Dezimalzähler wurden früher mit Zählröhren realisiert. Heute werden Zähler mit integrierten Schaltkreisen (ICs) in vielen Varianten aufgebaut. Sie sind immer Impulszähler, da sie inkrementell arbeiten (siehe Digitale Messtechnik). Die Elementarbausteine eines elektronischen Zählers sind flankengesteuerte Flipflops. Sie werden zur Zählung im Dualsystem oder Dezimalsystem zusammengeschaltet.

## Anwendungen

### Mengenzähler
Klassische Beispiele für Mengenzähler sind Kilometerzähler in Fahrzeugen. Sie waren bis Ende der 1980er Jahre fast ausnahmslos mechanisch, sind aber mittlerweile in fast allen Fahrzeugtypen elektronisch realisiert. Einfache Kilometerzähler zählten bei Retourfahrt (oder entsprechendem Drehen des gekoppelten Vorderrades) zurück. Eine Rücklaufsperre oder ein Getriebe, das die Drehrichtung gleichrichtet, verhindert diese Fälschungsmöglichkeit. Bei Überlauf, beispielsweise nach 99.999 km bei fünfstelligen Zählwerken, wird wieder 0 angezeigt.
Auch Wasserzähler, Wärmezähler, Stromzähler, Gaszähler, Betriebsstundenzähler und Messräder, wie sie zur Vermessung der Situation von Strassenverkehrsunfällen oder auch abgewickelter Meterware dienen, sind Mengenzähler.
An einer Papier- oder Blechschere kann ein mechanischer Zähler, der in beide Richtungen zählt, die Position des Anschlags auf Millimeter und genauer anzeigen, wenn zur Vermeidung von Spiel stets in der gleichen Richtung an den Einstellpunkt herangefahren wird.
In Laboren gibt es Zählwerke am Einstellknopf mehrgängiger Präzisionsdrehwiderstände.
Mengenzähler haben oft ein sich kontinuierlich drehendes Zahlenrad an der niedrigsten Stelle. Wenn hier eine Ziffer halb hochgewandert ist, ist diese und die nachfolgende Ziffer jeweils nur halb zu lesen. Zur besseren Erkennbarkeit ist bei manchen Stromzählern daher das Ablesefenster an dieser Stelle etwas höher ausgebildet. Beim „Weiterzählen“ von „9“ auf „(1)0“ bewegt sich auch die nächsthöhere Stelle langsam synchron mit. Das hat zur Folge, dass sich das Weiterzählen von 99.999 auf (1)00.000 am Fahrzeugkilometerzähler auffällig sichtbar auf 5 Stellen zugleich und synchron erstreckt und während einer Fahrstrecke von 1 Kilometer ganz allmählich verläuft. Durch mechanisches Spiel bedingt liegt dabei die Neunerreihe auf einer leicht schräg ansteigenden Linie.

### Impulszähler
Impulszähler sind beispielsweise die Gebühreneinheitenzähler an Telefonen. Bis in die 1990er Jahre waren das meist separate elektromechanische Zähler beim Telefonkunden. Die elektromechanischen Zähler im Wählamt wurden zur Rechnungslegung blockweise abfotografiert. Heute wird eine mit Softwarezählern und Taktung realisierte, in die Telekommunikationsanlagen integrierte Funktion verwendet. Charakteristisch für Impulszähler ist, dass die Ziffer an der niedrigsten Stelle stets springend zur nächsthöheren Zahl fortschreitet.
Bei einigen Bauformen von Stellwerken löst eine Hilfsbedienung das Weiterschalten eines elektromechanischen Zählwerks aus. Unter dem neuen Zählerstand muss der Fahrdienstleiter die Bedienung im Nachweis der Zählwerke schriftlich dokumentieren.